# 斯氏珠母麗魚
斯氏珠母麗魚（學名：Geophagus steindachneri）為輻鰭魚綱鱸形目隆頭魚亞目慈鯛科的其中一種，分布於南美洲哥倫比亞馬格達萊納河、Cauca及Sinú河與委內瑞拉Limón河流域，體長可達19.8公分，棲息在河川中底層水域，生活習性不明，可作為觀賞魚。

## 擴展閱讀
維基物種上的相關：斯氏珠母麗魚